# Heinrich Weydmann
Emil Heinrich Niklaus Weydmann (* 23. Februar 1848 in St. Gallen; † 26. Juni 1922 in Brunnhalde bei Weissbad) war ein Schweizer Jurist und Politiker.

## Leben
Weydmann war Sohn des aus Frankfurt am Main stammenden und 1830 eingebürgerten St. Galler Kaufmanns Johann Philipp Weydmann. Er studierte zunächst an der Universität Bern und der Ruprecht-Karls-Universität Heidelberg Rechtswissenschaft. 1870 wurde er im Corps Rhenania Heidelberg recipiert. Als Inaktiver wechselte er an die Königliche Universität zu Greifswald und die Universität Zürich (1873/74). Nach der Promotion zum Dr. iur. liess er sich zunächst als Rechtsanwalt in St. Gallen nieder, übersiedelte aber nach der Heirat 1888 mit Anna Maria Inauen aus  Schwende in den Kanton Appenzell Innerrhoden. 1894 wurde er – zunächst gegen seinen Willen – von der Landsgemeinde zum Mitglied des Kantonsgerichts gewählt. Von 1896 bis 1905 amtierte er als erster Protestant und Nichtkantonsbürger als dessen Präsident. Nach seinem Ausscheiden engagierte er sich für die liberale Fortschrittspartei in Appenzell, wenn auch ohne höheres Parteiamt, und unterstützte das 1907 gegründete Parteiorgan Anzeiger vom Alpstein finanziell und als Mitglied der Redaktionskommission.